# Porto di Halifax

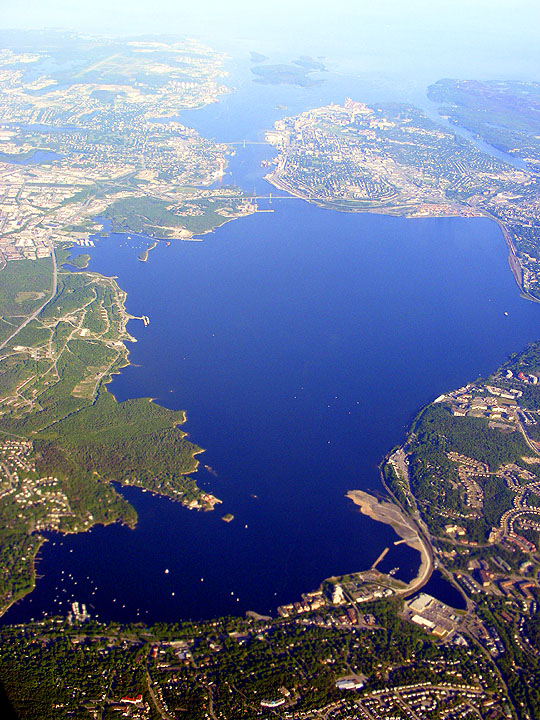
Porto di Halifax

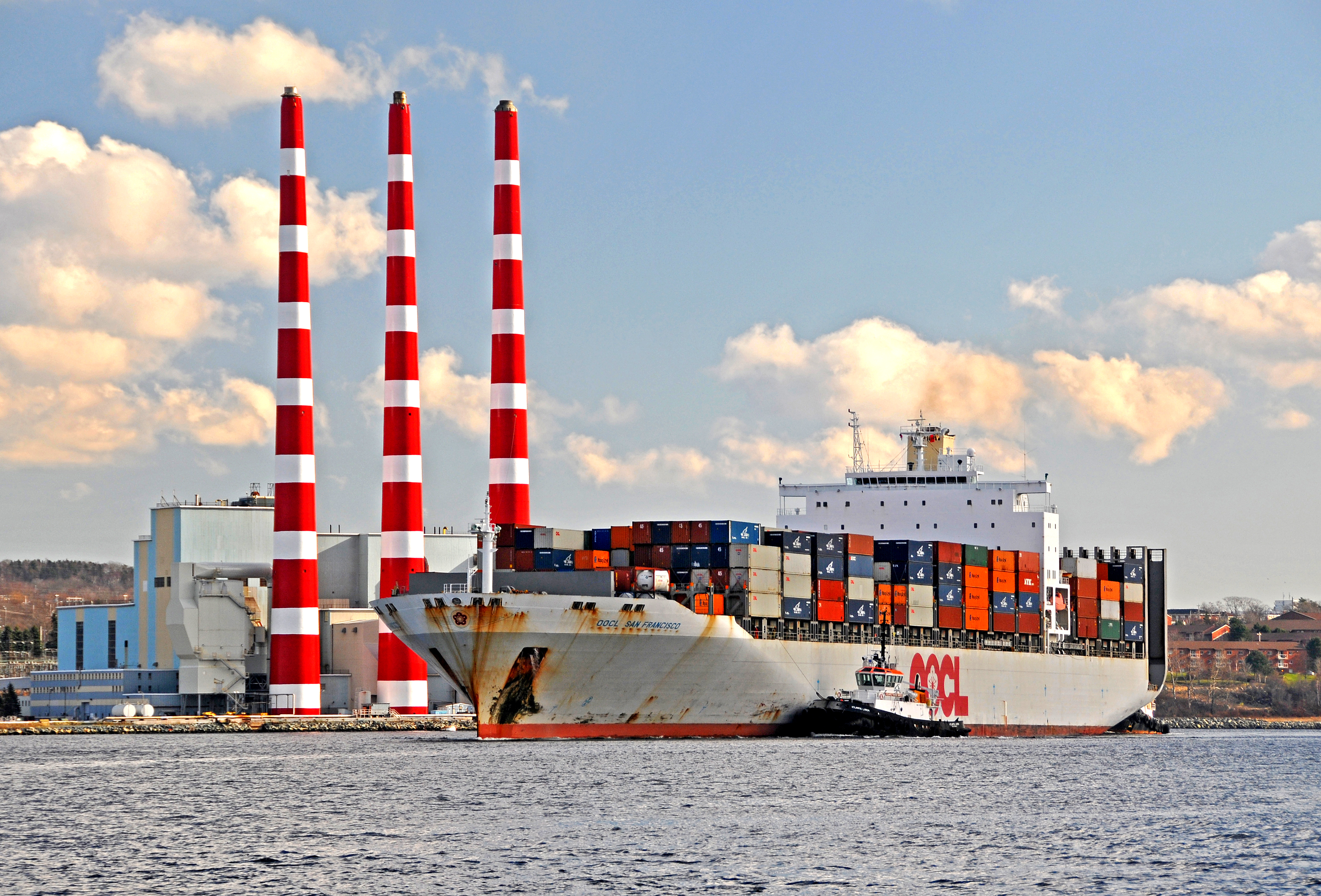
Porta-container al porto di Halifax

Il porto di Halifax è un grande porto naturale della costa atlantica dello stato di Nuova Scozia in Canada 
Il porto è il più profondo, ampio e libero dal ghiaccio del paese, con una minima marea e 2 giorni più vicino all'Europa e un giorno più vicino all'Asia Sud-orientale (attraverso il canale di Suez) di ogni altro porto della costa est del Nord America.
inoltre, è uno dei pochi porti della costa orientale in grado di ospitare e servire completamente carichi di navi portacontainer post-Panamax utilizzando la più recente tecnologia.
Con 19 compagnie marittime leader del mondo, compresi i servizi di trasbordo, navi da carico e l'accesso diretto Ferrovia nazionale canadese (CN), il porto di Halifax è collegato virtualmente ad ogni mercato in Nord America e ad oltre 150 paesi in tutto il mondo a supporto della consegna di tutti i tipi di cargo.